# Марсилиени (Јаломица)
Марсилиени (рум. Marsilieni) насеље је у Румунији у округу Јаломица у општини Албешти. Oпштина се налази на надморској висини од 31 m.

## Становништво
Према подацима из 2002. године у насељу је живело 702 становника, од којих су сви румунске националности.